# 臺北市政府資訊局
臺北市政府資訊局（簡稱資訊局）隸屬於臺北市政府，為臺北市政府資訊業務主管機關，主要職掌包括：推動臺北市政管理及便民服務電子化，資訊基礎建設及資通安全管理，以及包括智慧城市、大數據應用等各項數位創新工作的推動。

## 沿革
- 臺北市政府為增進市政建設、提高行政效率，於1973年5月擬自行籌設電腦中心，提報首長會報討論，市長張豐緒指示交由研考會研究。
- 1976年初，研考會簽奉核定，責由主計處負責籌設電腦中心；1977年12月16日，成立臨時編組臺北市政府資料處理中心。
- 1979年7月1日，奉行政院核定，正式成立臺北市政府電子處理資料中心，隸屬主計處。
- 1996年3月1日，更名為臺北市政府資訊中心。2002年9月，通過組織修編，員額由40人擴增至63人。
- 2007年6月臺北市議會三讀通過《臺北市政府資訊處組織規程》，2007年9月11日臺北市政府資訊處正式成立，由張家生擔任首任處長。
- 2012年9月18日改名為臺北市政府資訊局，由張家生擔任首任局長。
- 為健全機關組織及因應後續數位建設發展的需要，資訊局啟動組織修編作業，除部分職務、職等的調整及增設副局長1名外,同時進行單位名稱及分工板塊重組，業務單位由原來的四組（綜合企劃組、設備網路組、系統發展組、應用服務組）四室（秘書室、人事室、會計室、政風室），變更為五中心（數位策略中心、資通安全中心、系統研發中心、數據治理中心、數位創新中心），並於2021年7月1日17:10經臺北市議會第13屆第5次定期大會三讀通過及生效。
- 2022年1月19日，成立臺北市大數據中心。

## 組織架構

### 局本部
- 局長
  - 副局長（兩名）
    - 主任秘書
      - 簡任高級分析師
      - 專門委員

### 內部單位
- 數位策略中心：政府企業架構、數位人力資源、數位服務流程、數位計畫績效、數位整備評量等事項之規劃、推動及管理。
- 資通安全中心：資通訊安全管理、資通訊服務管理、資通訊營運管理、資通訊資產管理、資通訊用戶管理，資通訊基礎建設等事項之規劃、推動及管理。
- 系統研發中心：共同政務資訊系統、共同服務資訊系統、共通系統發展平臺等事項之規劃、推動及管理。
- 數據治理中心：資料流通、資料整合、資料開放、數據分析等事項之規劃、推動及管理。
- 數位創新中心：公共服務創新、市民數位平權、城市數位轉型等事項之規劃、推動及管理
- 秘書室：文書、檔案、出納、總務、財產之管理與法制、公關、研考等業務及不屬於其他各單位事項。
- 會計室：依法辦理歲計、會計及統計事項。
- 人事室：依法辦理人事管理事項。
- 政風室：依法辦理政風事項。

## 歷任首長
| 序號 | 職稱     | 姓名   | 任期起迄                      | 備註                                                  |
| ---- | -------- | ------ | ----------------------------- | ----------------------------------------------------- |
| 1    | 處長     | 張家生 | 2007年9月11日–2012年9月17日   | 2007年9月11日臺北市政府資訊中心改制為臺北市政府資訊處 |
| 1    | 局長     | 張家生 | 2012年9月18日–2012年11月29日  | 2012年9月18日臺北市政府資訊處更名為臺北市政府資訊局   |
| 2    | 局長     | 詹德存 | 2012年11月30日–2014年12月24日 |                                                       |
| 代   | 代理局長 | 李文英 | 2014年12月25日–2015年1月14日  | 臺北市政府副秘書長代理                                |
| 3    | 局長     | 李維斌 | 2015年1月15日–2018年12月24日  |                                                       |
| 代   | 代理局長 | 高永煌 | 2018年12月25日–2019年1月10日  | 副局長代理                                            |
| 4    | 局長     | 呂新科 | 2019年1月11日–2022年12月24日  |                                                       |
| 5    | 局長     | 趙式隆 | 2022年12月25日–迄今           | 現任                                                  |

## 外部連結
- 臺北市政府資訊局 （页面存档备份，存于）（中文）（英文）
- 臺北市政府資訊局的Facebook專頁